# آلفين لو
آلفين لو هو متحدث تحفيزي ومقدم تلفزيوني وموسيقي كندي، ولد في 1960 في يوركتن في كندا.

## وصلات خارجية
- آلفين لو على موقع IMDb (الإنجليزية)
- آلفين لو على موقع قاعدة بيانات الفيلم (الإنجليزية)